# Frontier Constabulary
Ne doit pas être confondu avec Frontier Corps.
Frontier Constabulary (FCn) (ourdou : فرنٹیئر کانسٹبلری) est une force paramilitaire de police au Pakistan. Constituant un corps de 30 000 soldats, ils sont surtout implantés dans la province de Khyber Pakhtunkhwa ainsi que dans les régions tribales et placés sous le contrôle du ministère fédéral de l'intérieur. Faisant face à l'Afghanistan, ils sont notamment chargés du contrôle de la frontière ouest du pays.
Créée en 1913 à l'époque du Raj britannique, la force paramilitaire supplée la police locale et a été un « outil » efficace des autorités britanniques puis pakistanaises pour assurer le contrôle de la frontière et le maintien de l'ordre dans la région. Leur rôle est stratégique étant donné le caractère sensible de cette zone, souvent insoumise, comme depuis le déclenchement de l'insurrection islamiste en 2004.

## Histoire

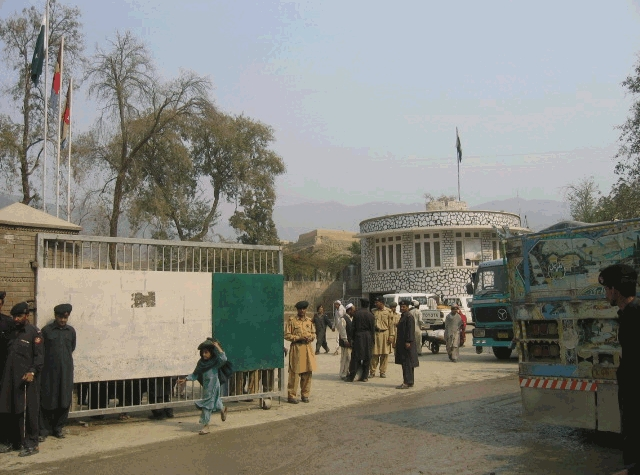
Membres des Frontier Constabulary sur le poste frontière de Torkham, entre le Pakistan et l'Afghanistan.

Les Frontier Constabulary sont créés en 1913 par le pouvoir colonial du Raj britannique. Ils sont issus de la fusion de deux anciens corps, une police militaire frontalière (Border Military Police) et les Samana Rifles. Ils doivent leur nom à l'ancien nom de la province de Khyber Pakhtunkhwa : province de la Frontière du Nord-Ouest. Cette région correspond en effet à l'ancienne frontière du Raj britannique, qui le sépare de l'Afghanistan, à l'instar de l'actuel Pakistan. Leur but était alors de contrôler cette frontière et de proteger ainsi le Raj, en empêchant toute incursion tribale venue d'Afghanistan ou des régions tribales. Le pouvoir colonial fait en effet face à des rébellions tribales dans cette région et les Frontier Constabulary servent à y maintenir l'ordre, tout comme les Frontier Corps, organisation similaire créée quelques années plus tôt.
Après l'indépendance du Pakistan le 14 août 1947, les Frontier Constabulary continue de jouer le même rôle. Celui ci est cependant étendu par la suite et ils sont confrontés depuis 2004 à l'insurrection islamiste qui touche particulièrement la région. En décembre 2013, ils fêtent le centenaire de leur création lors d'une semaine de cérémonies officielles. En 2016, le statut des policiers du corps est amélioré par le ministre de l'intérieur Nisar Ali Khan afin d'être aligné avec d'autres forces de police. Leur salaire est augmenté de moitié mais leur durée de service passe de 35 à 45 ans,.

## Rôle et organisation
Les Frontier Constabulary sont sous le contrôle hiérarchique du ministère fédéral de l'intérieur, à l'inverse des Frontier Corps qui sont directement rattachés à l'armée. Celui ci nomme ses chefs, qui sont des officiers civils de police, à l'inverse des Frontier Corps et des rangers pakistanais qui sont dirigés par des militaires. Leur rôle consiste en la protection de la frontière, la lutte contre la criminalité et les divers trafics. Plus récemment, ils sont chargés de la lutte contre le terrorisme qui se développe dans le contexte de l'insurrection islamiste. On leur attribue alors la sécurisation de sites sensibles et de personnalités. Plus généralement, ils viennent en support à la police locale, peu dotée. Les Frontier Constabulary ont leur quartier-général à Peshawar et ils opèrent principalement dans la province de Khyber Pakhtunkhwa et les régions tribales, mais également dans une moindre mesure dans la province du Baloutchistan voir dans le reste du pays plus rarement.

## Opérations
Les Frontier Constabulary ont été impliqués dans plusieurs opérations importantes. Depuis 2004, ils sont au cœur de l'insurrection islamiste qui frappe tout particulièrement la région, puisque les insurgés djihadistes qui luttent contre les autorités pakistanaises proviennent principalement des régions tribales. Les FCn sont régulièrement visés par des attentats à la bombe, causant des dégâts matériels et humains. De sources officielles, 300 policiers issus de ce corps ont été tués lors de ce conflit. On trouve parmi eux leur chef, le commandant Safwat Ghayur, qui a été célébré comme un martyr à sa mort dans un attentat à Peshawar en 2010. Toujours dans le cadre de ce conflit, les Frontier Constabulary ont mené des opérations spéciales dans le district de Swat notamment.
Près de 60 compagnies des Frontier Constabulary sont également déployées dans la province du Sind afin d'aider les autorités locales à faire face à la détérioration de la sécurité dans la région depuis les années 1990. Ils font surtout face à la criminalité à Karachi, et aussi plus ponctuellement à d'autres évènements violents comme des émeutes dans les prisons d'Hyderabad et de Sukkur en 2009 et 2011.
Les Frontier Constabulary ont parfois été accusés d'exactions au cours de leurs opérations. En 2012, la Cour suprême leur impute avec les services secrets militaires une responsabilité dans le dossiers des « personnes disparues » dans la province du Baloutchistan, accusés d'exécutions extra-judiciaires et de disparitions forcées.